# Grafo de Hanoi

O gráfico de Hanói

Na teoria dos grafos e na matemática recreativa, os grafos de Hanói são grafos não direcionados cujos vértices representam os estados possíveis da Torre de Hanói e cujas arestas representam movimentos permitidos entre dois de estados.

## Construção

O gráfico de Hanói (discos pretos) derivados dos valores ímpares no triângulo de Pascal

O quebra-cabeça consiste em um conjunto de discos de diferentes tamanhos, colocados em ordem crescente de tamanho sobre um conjunto fixo de torres. O gráfico de Hanói para um quebra-cabeça com {\displaystyle n} discos ligados {\displaystyle k} torres é denotada {\displaystyle H_{k}^{n}} .   Cada estado do quebra-cabeça é determinado pela escolha de uma torre para cada disco, então o gráfico tem {\displaystyle k^{n}} vértices. 
Nos movimentos do quebra-cabeça, o menor disco de uma torre é movido para uma torre desocupada ou para uma torre em que o menor disco é maior. Se houver {\displaystyle u} torres desocupadas, o número de movimentos permitidos é
{\displaystyle {\binom {k}{2}}-{\binom {u}{2}},}
que varia de no máximo {\displaystyle {\tbinom {k}{2}}} (quando {\displaystyle u} é zero ou um e {\displaystyle {\tbinom {u}{2}}} é zero) até {\displaystyle k-1} (quando todos os discos estão em uma torre e {\displaystyle u} é {\displaystyle k-1} ). Portanto, os graus dos vértices no gráfico de Hanói variam de um máximo de {\displaystyle {\tbinom {k}{2}}} a um mínimo de {\displaystyle k-1} . O número total de arestas é 
{\displaystyle {\frac {1}{2}}{\binom {k}{2}}{\bigl (}k^{n}-(k-2)^{n}{\bigr )}.}
Para {\displaystyle k=0} (sem discos) existe apenas um estado do quebra-cabeça e um vértice do gráfico. Para {\displaystyle k>0}, o gráfico de Hanói {\displaystyle H_{k}^{n}} pode ser decomposto em {\displaystyle k} cópias do gráfico menor de Hanói {\displaystyle H_{k}^{n-1}}, um para cada posicionamento do maior disco. Essas cópias são conectadas entre si apenas nos estados em que o disco maior está livre para se mover, ou seja, é o único disco em sua torre e alguma outra torre está desocupada. 

## Propriedades gerais

com 12 arestas excluídas para produzir um caminho hamiltoniano

Todo gráfico de Hanói contém um caminho hamiltoniano . 
O gráfico de Hanói {\displaystyle H_{k}^{1}} é um grafo completo em {\displaystyle k} vértices. Por conterem grafos completos, todos os grafos maiores de Hanói {\displaystyle H_{k}^{n}} exigem pelo menos {\displaystyle k} cores em qualquer coloração de grafos . Eles podem ser coloridos com exatamente {\displaystyle k} cores usando a soma dos índices das torres contendo cada disco módulo {\displaystyle k} como a cor. 

## Três torres
Um caso particular que foi bem estudado desde o trabalho de Scorer, Grundy & Smith (1944), dos grafos de Hanói é o caso {\displaystyle H_{3}^{n}} com 3 torres.
Esses grafos possuem 3n vértices (Predefinição:Oeis) e ⁠3(3n − 1)/2⁠ arestas (Predefinição:Oeis).

Eles são grafos de moedas (o grafo de contado de discos unitários que não se sobrepõem), com um arranjo de discos que lembra o triângulo de Sierpinski. Uma das maneiras de construir esse arranjo é a partir dos números do triângulo de Pascal postos em uma grade hexagonal com os números ímpares preenchidos com um disco unitário. O diametro desses grafos, e o comprimento da solução para a forma padrão da Torre de Hanoi (em que todos os discos começam em uma torre e devem terminar em outra) é {\displaystyle 2^{n}-1}.

## Mais de três torres
Qual é o diâmetro dos grafos {\displaystyle H_{k}^{n}} para {\displaystyle k>3}?
Para {\displaystyle k>3}, a estrutura dos grafos de Hanói não é tão bem compreendida e o diâmetro desses grafos é desconhecido.  Quando {\displaystyle k>4} e {\displaystyle n>0} ou quando {\displaystyle k=4} e {\displaystyle n>2}, esses grafos não são planos. 